# Isidro Pitta
Isidro Miguel Pitta Saldívar, noto semplicemente come Isidro Pitta (Asunción, 14 agosto 1999), è un calciatore paraguaiano, attaccante del Template:Calcio RB Bragantino.

## Carriera
Cresciuto nel settore giovanile del Cerro Porteño, nel 2017 gioca per sei mesi in Portogallo con il GDSC Alvarenga, nelle divisioni regionali, dove realizza 5 reti in 15 partite.
Tornato in patria, gioca con Dep. Santaní, Sp. Luqueño e Olimpia collezionando oltre 60 presenze fra prima divisione e competizioni continentali.
Il 16 agosto 2021 viene acquistato a titolo definitivo dall'Huesca, con cui sigla un contratto quadriennale.

## Statistiche

### Presenze e reti nei club
Statistiche aggiornate al 6 giugno 2023.
| Stagione            | Squadra             | Campionato          | Campionato | Campionato | Coppe nazionali | Coppe nazionali | Coppe nazionali | Coppe continentali | Coppe continentali | Coppe continentali | Altre coppe | Altre coppe | Altre coppe | Totale | Totale |
| Stagione            | Squadra             | Comp                | Pres       | Reti       | Comp            | Pres            | Reti            | Comp               | Pres               | Reti               | Comp        | Pres        | Reti        | Pres   | Reti   |
| ------------------- | ------------------- | ------------------- | ---------- | ---------- | --------------- | --------------- | --------------- | ------------------ | ------------------ | ------------------ | ----------- | ----------- | ----------- | ------ | ------ |
| 2017-2018           | GDSC Alvarenga      | 5D                  | 15         | 5          |                 | -               | -               |                    | -                  | -                  |             | -           | -           | 15     | 5      |
| 2019                | Dep. Santaní        | PD                  | 26         | 6          |                 | -               | -               | CS                 | 2                  | 0                  |             | -           | -           | 28     | 6      |
| 2020                | Sp. Luqueño         | PD                  | 16         | 7          |                 | -               | -               | CS                 | 2                  | 1                  |             | -           | -           | 18     | 8      |
| 2020                | Olimpia             | PD                  | 4          | 1          |                 | -               | -               | CL                 | 4                  | 1                  |             | -           | -           | 8      | 2      |
| 2021                | Olimpia             | PD                  | 11         | 3          |                 | -               | -               | CL                 | 6                  | 2                  |             | -           | -           | 17     | 5      |
| Totale Club Olimpia | Totale Club Olimpia | Totale Club Olimpia | 15         | 4          |                 | -               | -               |                    | 10                 | 3                  |             | -           | -           | 25     | 7      |
| 2021-2022           | Huesca              | SD                  | 14         | 2          | CR              | 2               | 0               |                    | -                  | -                  |             | -           | -           | 16     | 2      |
| 2022                | Juventude           | PD/RS+A             | 7+32       | 1+5        | CB              | 3               | 2               |                    | -                  | -                  |             | -           | -           | 42     | 8      |
| 2023                | Cuiabá              | PD/MT+A             | 11+8       | 6+0        | CB              | 1               | 0               |                    | -                  | -                  | CV          | 5           | 1           | 25     | 7      |
| Totale carriera     | Totale carriera     | Totale carriera     | 144        | 36         |                 | 6               | 2               |                    | 14                 | 4                  |             | 5           | 1           | 169    | 43     |

### Presenze e reti in nazionale
| Cronologia completa delle presenze e delle reti in nazionale ― Paraguay | Cronologia completa delle presenze e delle reti in nazionale ― Paraguay | Cronologia completa delle presenze e delle reti in nazionale ― Paraguay | Cronologia completa delle presenze e delle reti in nazionale ― Paraguay | Cronologia completa delle presenze e delle reti in nazionale ― Paraguay | Cronologia completa delle presenze e delle reti in nazionale ― Paraguay | Cronologia completa delle presenze e delle reti in nazionale ― Paraguay | Cronologia completa delle presenze e delle reti in nazionale ― Paraguay |
| Data                                                                    | Città                                                                   | In casa                                                                 | Risultato                                                               | Ospiti                                                                  | Competizione                                                            | Reti                                                                    | Note                                                                    |
| ----------------------------------------------------------------------- | ----------------------------------------------------------------------- | ----------------------------------------------------------------------- | ----------------------------------------------------------------------- | ----------------------------------------------------------------------- | ----------------------------------------------------------------------- | ----------------------------------------------------------------------- | ----------------------------------------------------------------------- |
| 6-9-2024                                                                | Montevideo                                                              | Uruguay                                                                 | 0 – 0                                                                   | Paraguay                                                                | Qual. Mondiali 2026                                                     | -                                                                       | 61’                                                                     |
| 10-9-2024                                                               | Asunción                                                                | Paraguay                                                                | 1 – 0                                                                   | Brasile                                                                 | Qual. Mondiali 2026                                                     | -                                                                       | 67’                                                                     |
| 10-10-2024                                                              | Quito                                                                   | Ecuador                                                                 | 0 – 0                                                                   | Paraguay                                                                | Qual. Mondiali 2026                                                     | -                                                                       | 67’                                                                     |
| 15-10-2024                                                              | Asunción                                                                | Paraguay                                                                | 2 – 1                                                                   | Venezuela                                                               | Qual. Mondiali 2026                                                     | -                                                                       | 46’                                                                     |
| 14-11-2024                                                              | Asunción                                                                | Paraguay                                                                | 2 – 1                                                                   | Argentina                                                               | Qual. Mondiali 2026                                                     | -                                                                       | 72’ 84’                                                                 |
| Totale                                                                  |                                                                         | Presenze                                                                | 5                                                                       |                                                                         | Reti                                                                    | 0                                                                       |                                                                         |

## Palmarès

### Club

#### Competizioni nazionali
- Campionato paraguaiano: 1

Olimpia: Clausura 2020
- Copa Paraguay: 1

Olimpia: 2021